# The Rundown
The Rundown, ook bekend als Welcome to the Jungle, is een Amerikaanse actiefilm uit 2003, geregisseerd door Peter Berg en geproduceerd door onder anderen Vince McMahon. De hoofdrollen worden vertolkt door Dwayne Johnson, Seann William Scott en Rosario Dawson. 
De film werd op vrij goede kritieken onthaald. Bij Rotten Tomatoes haalt hij 71%, bij Metacritic 59%. Desondanks flopte de film in de bioscopen, waar de productiekosten van 62 miljoen euro net niet werd terugverdiend.

## Verhaal
Beck incasseert openstaande schulden voor woekeraar Walker om op die manier zijn eigen schuld af te lossen. Walker stuurt hem naar het Amazonegebied om zijn weggelopen zoon Travis terug te halen, maar die is op zoek naar een gouden artefact en weigert vrijwillig mee te gaan. Beck stoot ook op Hatcher, die ter plaatse een mijn uitbaat en zijn arbeiders wreed onderdrukt, en die Travis' artefact wil inpikken. Als Beck met Travis vlucht komen ze bij een rebellengroep terecht die geleid wordt door Mariana.
In het gezelschap van Beck en Mariana vindt Beck zijn artefact, maar het wordt hem door Mariana afhandig gemaakt. Zij wordt echter door Hatcher gevangengenomen. Beck ziet zijn kans met Travis te vertrekken, maar besluit Hatcher aan te vallen en Mariana te bevrijden. Uiteindelijk geeft Travis het gouden beeldje aan Mariana voor hij met Beck terug naar Los Angeles vertrekt. Travis wordt afgeleverd bij zijn vader, maar nadat hij ziet hoe slecht die hem behandelt neemt Beck hem toch terug mee.

## Rolbezetting
| Acteur              | Personage                 |
| ------------------- | ------------------------- |
| Dwayne Johnson      | Beck                      |
| Seann William Scott | Travis Alfred Walker      |
| Rosario Dawson      | Mariana                   |
| Christopher Walken  | Cornelius Bernard Hatcher |
| Ewen Bremner        | Declan                    |
| Jon Gries           | Harvey                    |
| Ernie Reyes, Jr.    | Manito                    |
| William Lucking     | Walker                    |